# Cerococcus
Cerococcus är ett släkte av insekter. Cerococcus ingår i familjen Cerococcidae.

## Dottertaxa tillCerococcus, i alfabetisk ordning[1]
- Cerococcus albospicatus
- Cerococcus alluaudi
- Cerococcus andinus
- Cerococcus ankaratrae
- Cerococcus artemisiae
- Cerococcus asparagi
- Cerococcus baccharidis
- Cerococcus badius
- Cerococcus bryoides
- Cerococcus camarai
- Cerococcus catenarius
- Cerococcus cistarum
- Cerococcus citri
- Cerococcus cliffortiae
- Cerococcus corokiae
- Cerococcus cycliger
- Cerococcus deklei
- Cerococcus dumonti
- Cerococcus echinatus
- Cerococcus eremobius
- Cerococcus ficoides
- Cerococcus fradei
- Cerococcus froggatti
- Cerococcus gabonensis
- Cerococcus gallicolus
- Cerococcus indicus
- Cerococcus indigoferae
- Cerococcus indonesiensis
- Cerococcus intermedius
- Cerococcus javanensis
- Cerococcus kalmiae
- Cerococcus koebelei
- Cerococcus laniger
- Cerococcus lizeri
- Cerococcus longipilosus
- Cerococcus madagascariensis
- Cerococcus michaeli
- Cerococcus mirandae
- Cerococcus multipororum
- Cerococcus oranensis
- Cerococcus ornatus
- Cerococcus parahybensis
- Cerococcus parrotti
- Cerococcus passerinae
- Cerococcus perowskiae
- Cerococcus philippiae
- Cerococcus pileae
- Cerococcus pocilliferus
- Cerococcus polyporus
- Cerococcus punctiferus
- Cerococcus quercus
- Cerococcus roseus
- Cerococcus royenae
- Cerococcus ruber
- Cerococcus russellae
- Cerococcus stellatus
- Cerococcus steppicus
- Cerococcus theydoni
- Cerococcus tuberculus
- Cerococcus zapotlanus